# Ekvara Kamkasoumphou
 (août 2021).
 (août 2024).
Ekvara Kamkasoumphou, né le 12 Avril 1975, est un taekwondoïste français, d'origine laotienne. Sportif de haut niveau, il a été 7 fois champions de France, membre de l’équipe de France de 1989 à 2007 et a participé à de nombreuses compétitions internationales. Il est le fondateur du Taekwondo Club Asnières Elite dont il est toujours l'entraîneur actuel. Il a formé plusieurs taekwondoïstes qui se sont illustrés lors de diverses compétitions et championnats mondiaux, ainsi qu'aux Jeux Olympiques, tels que Althéa Laurin, Cyrian Ravetet Souleymane Alaphilippe 

## Carrière detaekwondoïste
Ekvara commence la pratique du taekwondo à l'âge de 14 ans, au club de Gennevilliers de Maître Valy Chindavong, digne héritier d’une longue tradition et lui-même élève du Maître Lee Kwan-young. Dès sa première saison, il remporte le Championnat de France et est ensuite sélectionné en équipe de France de 1989 à 2007.

## Carrière d'entraîneur
L'année 2018 est très fructueuse en résultats, aussi bien dans les différents opens internationaux que dans les championnats nationaux et mondiaux. De nombreux élèves du club d'Ekvara remportent des médailles. A titre d'exemple : Althéa Laurin remporte le championnat de France, le championnat d'Europe, le championnat du Monde, ainsi que les Jeux méditerranéens en catégorie junior. Au total, ce sont 18 médailles d'or, 9 médailles d'argent et 8 médailles de bronze qui sont récoltées par les élèves d'Ekvara au sein du club d'Asnières.
En 2021, son élève Althéa Laurin remporte la médaille de bronze aux Jeux olympiques d'été de 2020 dans la catégorie des plus de 67 kg.

## Mandat auprès des instances fédérales
Ekvara a été élu membre du  Comité Directeur de la FFTDA pour l'olympiade 2020-2024.